# Hydroksychlorochina
Hydroksychlorochina (łac. hydroxychloroquinum) – wielofunkcyjny organiczny związek chemiczny, hydroksylowa pochodna chlorochiny. Wykazuje działanie przeciwmalaryczne, przeciwbólowe i przeciwzapalne, jest stosowana w leczeniu niektórych chorób na tle zapalnym oraz malarii.

## Mechanizm działania
Mechanizm działania hydroksychlorochiny nie jest całkowicie poznany. Hydroksychlorochina hamuje proliferację limfocytów T oraz monocytów, zmniejsza produkcję cytokin takich jak TNF-α, interleukina 17, interleukina 6, IFN-α oraz IFN-λ, hamuje prezentację receptora toll-podobnego, zmniejsza również prezentację antygenu, produkcję przeciwciał i prostaglandyn, agregację trombocytów, poziom lipidów, wydzielanie insuliny, a także obniża stres oksydacyjny.

## Zastosowanie
- reumatoidalne zapalenie stawów[7],
- toczeń rumieniowaty układowy[7],
- toczeń rumieniowaty krążkowy[7],
- leczenie tłumiące oraz leczenie ataków malarii spowodowanych przez zarodźca ruchliwego (Plasmodium vivax), zarodźca pasmowego (Plasmodium malariae), zarodźca owalnego (Plasmodium ovale) wrażliwe szczepy zarodźca sierpowatego (Plasmodium falciparum), w przypadku infekcji wrażliwymi szczepami zarodźca sierpowatego, przerywa napad i prowadzi do całkowitego wyleczenia[7],
- objawowe zapalenie stawów w przebiegu boreliozy (wytyczne Infectious Diseases Society of America)[8]

Hydroksychlorochina znajduje się na wzorcowej liście podstawowych leków Światowej Organizacji Zdrowia (WHO Model Lists of Essential Medicines) (2015). W Polsce nie została umieszczona w Urzędowym Wykazie Produktów Leczniczych Dopuszczonych do Obrotu na terytorium Rzeczypospolitej Polskiej, jednak w 2015 r. została czasowo dopuszczona do obrotu.

## Działania niepożądane
Hydroksychlorochina może powodować następujące działania niepożądane u ponad 1% pacjentów: działanie proarytmiczne poprzez wydłużanie odstępu QT, zaburzenia akomodacji oka, ból brzucha, nudności, wymioty, biegunka, anoreksja, ból głowy, niestabilność emocjonalna, wysypka, świąd.

## Hydroksychlorochina a COVID-19
17 marca 2020, francuski zakaźnik i mikrobiolog Didier Raoult ogłosił badanie nad stosowaniem hydroksychlorochiny jako leku na COVID-19. Badanie, w którym wzięło udział 24 pacjentów wykazało, że podawanie hydroksychlorochiny przez 6 dni skutkowało zmniejszeniem zaraźliwości do  25%. Trzy dni później Raoult opublikował wyniki badania w International Journal of Antimicrobial Agents. Późniejsza recenzja naukowa określiła badanie jako "nieodpowiedzialne", wskazując na liczne błędy w jego metodologii, m.in. brak grupy kontrolnej i randomizacji oraz krótki czas jego trwania. Ostatecznie publikacja została oficjalnie wycofana w grudniu 2024.
W 2020 r. rozpoczęto badania nad zastosowaniem jej w eksperymentalnej terapii COVID-19.  Opublikowana w maju 2020 r. w The Lancet analiza wykazała niższą przeżywalność szpitalną u osób przyjmujących ten lek przy jednoczesnym wzroście ryzyka powikłań (zaburzenia rytmu serca), jednak publikacja ta została wkrótce wycofana przez autorów w wyniku zgłoszonych istotnych zastrzeżeń co do prawdziwości danych medycznych i ich analizy.
Opublikowany w listopadzie 2020 przegląd systematyczny badań na temat stosowania hydroksychlorochiny jako leku na COVID-19 potwierdził jej skuteczność i bezpieczeństwo w przypadku stosowania we wczesnym stadium choroby.

## Preparaty
Na świecie
- Apo-hydroxyquine, Hydroxychloroquine sulfate, Nu-hydroxyquine, Plaquenil, Pro-hydroxyquine[4]

W Polsce
- Plaquenil[11]